# 克拉斯諾皮爾 (敖德薩州)
47°17′53″N 29°48′19″E / 47.29806°N 29.80528°E
克拉斯諾皮尔（羅馬化：Krasnopil）是位於烏克蘭西南部的村莊，由敖德萨州羅茲迪利納區的扎特夏市镇負責管轄。該村始建於1865年，面積0.99平方公里，海拔高度133米，2001年人口53，人口密度每平方公里53.54人。